# 绍基尔·穆米诺夫
绍基尔·穆米诺夫（1983年2月17日—），乌兹别克斯坦柔道运动员，2006年多哈亚运会73公斤级比赛中获得铜牌。2010年广州亚运会81公斤级柔道比赛中获得银牌，但禁药物检查呈阳性，被亚洲奥林匹克委员取消亚军资格，并禁止他参加今后的比赛。他成为2010年广州亚运会首名违禁药物检查呈阳性的运动员。